# يون سوك يونغ
يون سوك يونغ ((الكورية: 윤석영)) (و. 1990  م) هو لاعب كرة القدم، من كوريا الجنوبية، ولد في سوون، شارك في ألعاب أولمبية صيفية 2012، وكأس العالم لكرة القدم 2014، يلعب كمُدَافِع.

## وصلات خارجية
- يون سوك يونغ – إحصائيات دولية في موقع اتحاد كوريا الجنوبية لكرة القدم (بالكورية)
- يون سوك يونغ على موقع الاتحاد الدولي (مؤرشف)  (الإنجليزية)
- يون سوك يونغ على موقع رابطة كرة القدم اليابانية للمحترفين (اليابانية)
- يون سوك يونغ على موقع دوري كوريا الجنوبية (الإنجليزية)
- يون سوك يونغ على موقع قاعدة بيانات كرة القدم.إي يو (الإنجليزية)
- يون سوك يونغ على موقع ناشيونال فوتبول تيمز (الإنجليزية)
- يون سوك يونغ على موقع Soccerbase.com (لاعب) (الإنجليزية)
- يون سوك يونغ على موقع Soccerway.com (الإنجليزية)
- يون سوك يونغ على موقع عالم كرة القدم.نت (الإنجليزية)
- يون سوك يونغ على موقع أوليمبيديا (الإنجليزية)
- يون سوك يونغ على موقع AS.com (الإسبانية)